# Ulf Lundell
Ulf Lundell (Stoccolma, 20 novembre 1949) è uno scrittore, cantante e cantautore svedese.
Viene considerato il massimo esponente del rock alternativo svedese.

## Biografia
Ulf Lundell è uno degli scrittori contemporanei svedesi di maggior successo e all'attività letteraria ha affiancato quella da musicista: entrambe hanno avuto inizio negli anni 70. Sia nei suoi romanzi sia nei suoi dischi i temi trattati sono quelli del disadattamento e della ribellione alla società, giudicata oppressiva, egoista e stucchevole, da parte di figure legate all'arte come scrittori, musicisti, pittori, cineasti. I modelli letterari di Lundell sono sempre stati Hemingway, Ginsberg e soprattutto Kerouac: non per niente il suo romanzo d'esordio è intitolato Jack. In campo musicale Lundell ha invece tratto ispirazione da Bob Dylan e Bruce Springsteen: considera inoltre il cantautore svedese Cornelis Vreeswijk come suo maestro.
Nel 1997 ben quattro romanzi di Lundell figuravano tra i cento libri più venduti in Svezia; Jack risultava addirittura al sedicesimo posto.
La sua canzone più nota è Öppna landskap, particolarmente amata negli ambienti alternativi.

## Vita privata
Negli anni 80 Lundell è stato alcolista, senza farne mistero: dopo essere uscito dalla dipendenza ha dato alle stampe un'autobiografia incentrata soprattutto su questo periodo turbolento.
Ulf ha divorziato due volte: dal primo matrimonio sono nati tre dei suoi quattro figli. In seguito è stato sentimentalmente legato alla scrittrice Isabella Nerman, ma solo per un breve periodo. Un'altra relazione si è conclusa anch'essa dopo poco tempo.

## Discografia

### Album in studio
- 1975: Vargmåne
- 1976: Törst
- 1978: Nådens år
- 1979: Ripp rapp
- 1980: Längre inåt landet
- 1982: Kär och galen
- 1984: Sweethearts
- 1984: 12 sånger
- 1985: Den vassa eggen
- 1987: Det goda livet
- 1988: Evangeline
- 1989: Utanför murarna
- 1993: Måne över Haväng
- 1994: Xavante
- 1996: På andra sidan drömmarna
- 1997: Män utan kvinnor
- 1998: Slugger
- 1999: Fanzine
- 2000: I ett vinterland
- 2002: Club Zebra
- 2003: En eld ikväll
- 2004: Ok Baby Ok
- 2005: Högtryck
- 2005: Lazarus
- 2008: Omaha
- 2010: En öppen vinter
- 2012: Rent förbannat
- 2013: Trunk

### Raccolte
- 1981: Innan jag anfölls av indianerna
- 1991: Livslinjen 1975–91
- 1992: Preskriberade romanser 1978–1988
- 1995: Rebeller
- 1995: Öppna landskap 75–95
- 1995: Slutna rum 75–95
- 1999: Når jeg kysser havet
- 2006: När jag kysser havet – Det bästa 1: 75–84
- 2006: Danielas hus – Det bästa 2: 84–94
- 2006: Venus & Jupiter – Det bästa 3: 95–05
- 2007: Under vulkanen, 1972–2007
- 2015: 40!

### Album live
- 1977: Natten hade varit mild och öm
- 1993: Maria kom tillbaka
- 1996: Bosnia
- 2011: Roskilde Orange Stage 2 juli 1999
- 2011: Unplugged Solo